# Lola versus Powerman and the Moneygoround, Part One
Lola versus Powerman and the Moneygoround, Part One uit 1970 is het achtste album van de Britse rockband The Kinks, met daarop de wereldhits Apeman en Lola.
Het is een conceptalbum dat een satirische kijk biedt op de verschillende kanten van de muziekindustrie. De opname vond plaats in augustus en september 1970 (met uitzondering van het nummer Lola, dat werd opgenomen in april/mei 1970).

## Tracks
Het album bevat de volgende nummers:
- Introduction – 0:41
- The Contenders – 2:44
- Strangers – 3:21
- Denmark Street – 2:03
- Get Back in Line – 3:06
- Lola – 4:04
- Top of the Pops – 3:41
- The Moneygoround – 1:48
- This Time Tomorrow – 3:23
- A Long Way from Home – 2:28
- Rats – 2:41
- Apeman – 3:53
- Powerman – 4:19
- Got to Be Free – 3:00

Mick Avory · Dave Davies · Ray Davies

John Dalton · Gordon Edwards · Ian Gibbons · John Gosling · Bob Henrit · Andy Pyle · Pete Quaife · Jim Rodford